# IC 1295
IC 1295 – mgławica planetarna znajdująca się w gwiazdozbiorze Tarczy. Odkrył ją Truman Safford 28 sierpnia 1867 roku. Mgławica ta jest oddalona o około 3300 lat świetlnych od Ziemi. Jej zielony kolor pochodzi od zjonizowanego tlenu.